# Centrální obchodní oblast v Sydney
Centrální obchodní oblast v Sydney (anglicky: Sydney central business district) je hlavní obchodní centrum australského města Sydney, metropole Nového Jižního Walesu. Ze zátoky Sydney Cove, místa osídleného prvními evropskými usedlíky, se vine v přibližně tříkilometrovém pásu jižním směrem. V australské historii představuje jednu z nejstarších obydlených oblastí.
V severojižní ose se oblast rozkládá od severně lokalizovaného přístavu Circular Quay až po hlavní vlakové nádraží na jihu. Na východozápadní spojnici je na východu zasazeno do navazujících ploch zeleně Hyde Parku, The Domain, Královských botanických zahrad a zátoky Farm Cove sydneyského přístavu, až po rekreační zónu Darling Harbour a dálnici Western Distributor na západní straně. Při australském sčítání lidu z roku 2011 v komerční zóně žilo 14 308 osob. Termín „centrální obchodní oblast“ je v širším kontextu používán i pro přilehlé městské části Pyrmont, Haymarket, Ultimo a Woolloomooloo.
Komerční centrum představuje jedno z hlavních finančních a ekonomických středisek země, stejně tak i důležitou křižovatku hospodářské aktivity asijsko-pacifického regionu. K roku 2012 zaměstnávalo přibližně 13 % pracovní síly sydneyského regionu a vytvářelo hodnotu 64,1 miliard dolarů ve zboží a službách. Vystavěny zde byly mrakodrapy a další stavby, v nichž se vedle obchodu soustředí kulturní život a zábava.
Centrální obchodní centrum administrativně spadá pod místní samosprávu City of Sydney. Některá rozhodonutí náleží do gesce vlády Nového Jižního Walesu, která je vykonává především prostřednictvím státního úřadu Sydney Harbour Foreshore Authority.

## Geografie

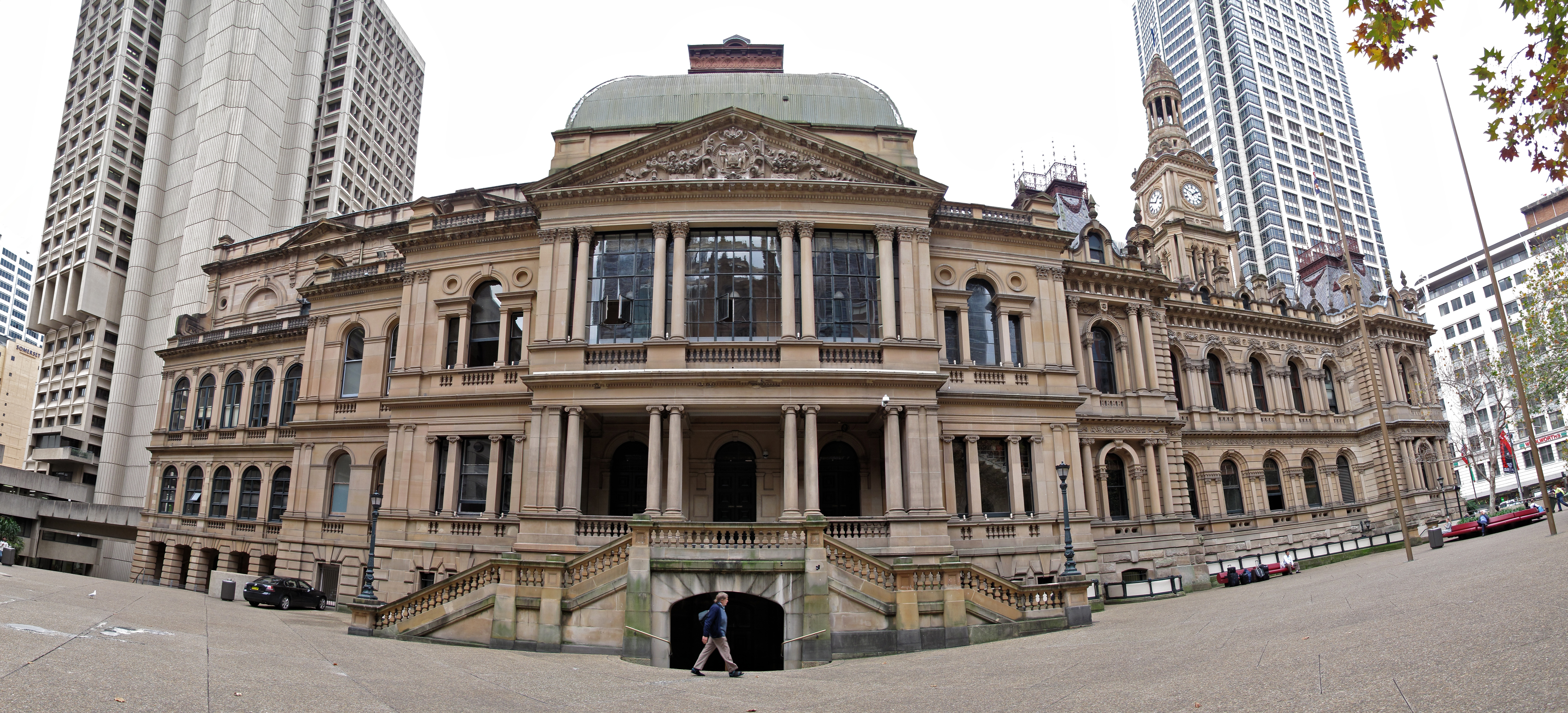
Panorama syndeyské radnice

V obchodní oblasti města byla postavena hustá síť mrakodrapů a dalších budov, doplněna o místní parky, plochy zeleně a místa k odpočinku, jakými jsou Hyde Park, The Domain, Královské botanické zahrady a Wynyard Park. Hlavní průchozí tepnou v severojižní ose se stala ulice George Street.
Profil sítě ulic v jižní části je mírně zvlněný, na rozdíl od starší severní poloviny vytvářející několik křižných spojení, která svým uspořádáním reflektují směr městské brízy vanoucí od zátoky Circular Quay, místa prvních usedlíků.
Oblast prochází podél dvou linií pod ulicí Macquarie Street a York Streets. Mezi nimi se nachází Pitt Street, běžící směrem k dřívějšímu sladkovodnímu zdroji Tank Stream, původně zajišťujícímu dodávky pitné vody kolonistům. V západovýchodní ose leží ulice Bridge Street, která získala název po mostu křižujícím vodní tok. Městský maloobchod je koncentrován na Pitt Street, kde se nachází Pitt Street Mall a druhá nejvyšší vyhlídková věž na jižní polokouli, Sydney Tower. Ulici Macquarie Street lemují historické budovy, čítající komplex Parliament House a Nejvyšší soud Nového Jižního Walesu.

## Obchodní oblast
V oblasti sídlí velké australské společnosti, stejně tak zde má centrálu v australsko-pacifickém regionu řada mezinárodních firem. Mezi takové společnosti patří Westpac, Commonwealth Bank of Australia, Citibank, Deutsche Bank, Macquarie Bank, AMP Limited, Insurance Australia Group, AON, Marsh, Allianz, HSBC, AXA, ABN Amro, či Bloomsbury Publishing.

## Kultura

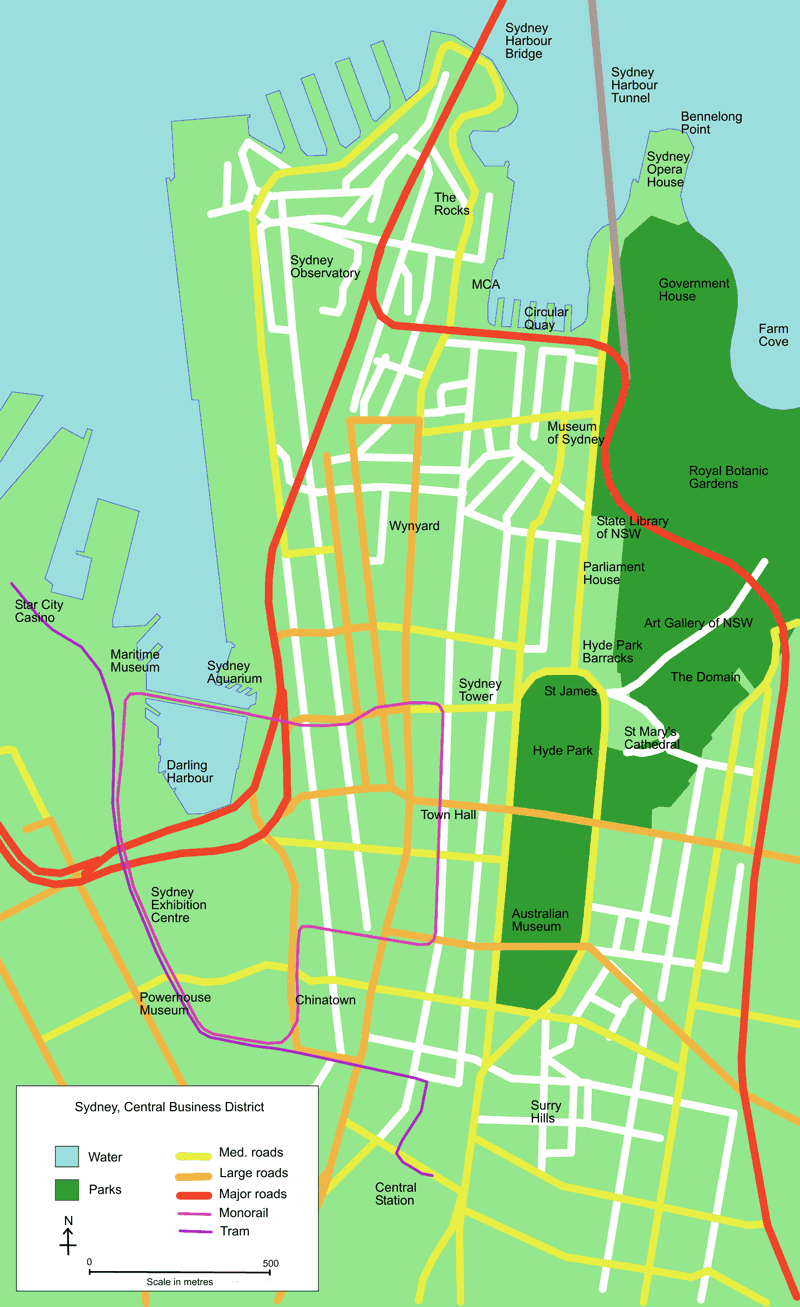
Mapa centrální obchodní oblasti s autobusovými linkami

V centrální obchodní oblasti se soustředí kultura města, včetně pamětihodností a nočního života. Nacházejí se v ní kulturní instituce, jakými jsou Sydneyské muzeum, Státní knihovna Nového Jižního Walesu, bývalý celní úřad transformovaný do části městské knihovny Customs House, Královské divadlo postavené v roce 1827, koncertní sál otevřený roku 1999 City Recital Hall a také pobočka kulturní instituce Japan Foundation. Na lokalitě stojí devatenáct kostelů.
Mezi další kulturní zařízení se na severu řadí Opera v Sydney a Muzeum současného umění Austrálie, jehož budova ve stylu art deco byla zpřístupněna v roce 1991. Východním směrem leží nejstarší muzejní instituce v zemi – Australské muzeum z roku 1827, či Umělecká galerie Nového Jižního Walesu. Na západě pak bylo roku 1879 založeno Powerhouse Museum s expozicemi užitého umění a vědy. Jižně orientovaná je Galerie White Rabbit se sbírkami soudobé čínské kultury 21. století.
Každoročně v lednovém termínu v této oblasti probíhá Sydneyský festival, poprvé uspořádaný v roce 1977. Součástí programu se stala umělecká, hudební a taneční vystoupení v uzavřených prostorách i na venkovních scénách. Možnost prezentace dostávají divadelní soubory z Austrálie i zahraničí, včetně původních obyvatel kontinentu Austrálců.
Mezinárodní událostí trvající dvanáct červnových dní je Filmový festival v Sydney. Premiérový ročník proběhl na sydneyské univerzitě od 11. června 1954 a trval čtyři dny.
Sydney se prezentuje živoucí kulturou kafe, stejně jako bary a kluby koncentrovanými v prostředí zóny Darling Harbour, které podněcují noční život.

## Architektura
V centrální oblasti se nachází mrakodrapy řadící se mezi nejvyšší budovy v Austrálii, včetně Governor Phillip Tower, MLC Centre a World Tower, jenž obsahuje převážně bytové jednotky. Nejvyšší stavbou města je vyhlídková věž Centrepoint Tower, čnící 309 metrů nad zemským povrchem. Výškový limit městských budov byl zvýšen z 235 na 310 metrů.
Lokalita obsahuje kombinaci staré a nové architektury, existující vedle sebe. Zachované jsou části z raných dob prvních koloniálních usedlíků až po velkolepější viktoriánský sloh z doby zlaté horečky. Moderní styl zahrnuje vertikalitu zprostředkovanou výstavbou mrakodrapů, které dominují městským ulicím. První sydneyský mrakodrap nesl název Culwulla Chambers, měřil 50 m a byl dokončen v roce 1912. Navrhli jej Spain, Cosh a Minnett jako 14podlažní budovu za částku 100 000 liber.